# Andy Pafko

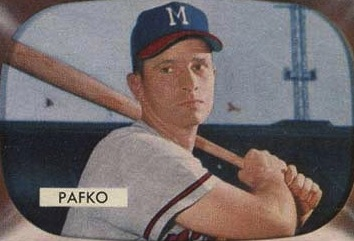
Andy Pafko

Andrew (Andy) Pafko (Boyceville, Wisconsin, 25 de febrero de 1921 - 8 de octubre de 2013) fue un jugador de béisbol estadounidense que jugó en la posición de jardinero central de la Liga Mayor de Béisbol. Desde 1943 hasta 1959 Pafko jugó para los Cachorros de Chicago (1943-1951), Brooklyn Dodgers (1951-52) y Milwaukee Braves (1953-1959).
Murió en un asilo el 8 de octubre de 2013 a los 92 años.